# Codex Zacynthius
Codex Zacynthius (łac.) Kodeks Zakynthios (Gregory-Aland no. Ξ albo 040), A1 (von Soden) – grecki kodeks uncjalny Nowego Testamentu, z VI wieku. Kodeks zawiera tekst Ewangelii według Łukasza wraz z komentarzem do niej. Do naszych czasów zachowała się 1/3 rękopisu.
Jest palimpsestem, którego górny tekst jest datowany na XIII wiek i również zawiera tekst biblijny, co jest rzadkim przypadkiem. Jest jednym z najbardziej znanych palimpsestów biblijnych.
Tekst Ewangelii reprezentuje aleksandryjską tradycję tekstualną, jednak z pewną liczbą obcych, mniej cenionych zapożyczeń. Kurt Aland zaliczył go do III kategorii. Jest cytowany w krytycznych wydaniach greckiego Nowego Testamentu.

## Opis
Kodeks zawiera 89 pergaminowych kart (36 na 29 cm), z których trzy zachowały się w połowie, z tekstem Ewangelii według Łukasza 1,1-11,33 z licznymi lukami. Zachowane partie rękopisu zawierają 342 wierszy Ewangelii Łukasza, co stanowi około 1/3 tekstu tej Ewangelii. Pergamin jest gruby i chropowaty. 
Tekst pisany jest w dwóch kolumnach na stronę, 23 linijkach w kolumnie, wielką i wąską uncjałą na grubym pergaminie. Nie stosuje akcentów ani przydechów, rzadko stosuje skróty. Charakter pisma jest podobny do kodeksu Rossanensis. Zawiera błędy itacyzmu, jednak nie w takiej liczbie jak Kodeks Synajski i Watykański. Stosuje formy gramatyczne charakterystyczne dla starożytnych rękopisów (ειπαν, ηλθαν, ευραν). Sporządzony został przez dwóch skrybów. 
Tekst opatrzony został komentarzem, w kształcie łańcucha (katena). Na komentarz składają się wyciągi z pism dziewięciu ojców kościoła: Orygenesa, Euzebiusza, Tytusa z Bostry, Bazylego, Chryzostoma, Izydora z Peluzjum, Cyryla z Aleksandrii, Sewera z Antiochii i Wiktora z Antiochii . Najczęściej wyciągi te są autorstwa Cyryla z Aleksandrii (93 scholia), na drugim miejscu znajduje się Tytus z Bostry (45 scholia). Zarówno tekst biblijny, jak i komentarz pisane są uncjałą (znacznie mniejszą), i jest to jedyny taki rękopis. Jest też najwcześniejszym rękopisem stosującym katenę. 
Tekst biblijny jest dzielony wedle tego samego systemu podziału co Kodeks Watykański i minuskuł 579. Każdy z tych rękopisów przekazuje tekst aleksandryjski, więc ten system podziału prawdopodobnie ma aleksandryjskie pochodzenie. Stosuje też i inny bardziej rozpowszechniony podział według titloi . 
Tekst zawiera następujące partie Łukasza
Ewangelia Łukasza 1,1-9.19-23.27.22.30-32.36-66.77-2,19.21.22.33-39; 3,5-8.11-20; 4,1.2.6-20.32-43; 5,17-36; 6,21-7,6.11-37.39-47; 8,4-21.25-35.43-50; 9,1-28.32.33.35.41-10,18.21-10; 11,1.2.3.4.24-30.31.32.33. 
Znaczenie
Rękopis jest ceniony ze względu na tekst (dolny palimpsestu), ze względu na starożytny system podziału tekstu, jest też najstarszym rękopisem Nowego Testamentu z komentarzem. 

## Tekst kodeksu 040
Grecki tekst kodeksu przekazuje tekst aleksandryjski w jego późnej fazie, z licznymi obcymi naleciałościami. Kurt i Barbara Alandowie zbadali 15 miejsc rękopisu, ważnych z punktu widzenia krytyki tekstu i dali mu następujący profil tekstualny: 21 21/2 82 3s, co znaczy, że 2 razy wspiera tekst bizantyjski przeciwko „oryginalnemu”, 2 razy zgodny jest z tekstem bizantyjskim oraz oryginalnym, 8 razy wspiera tekst oryginalny przeciwko bizantyjskiemu, posiada 3 sobie właściwych wariantów tekstowych (Sonderlesarten). W oparciu o ten profil Alandowie zaklasyfikowali go do kategorii III. Frederik Wisse zbadał dokładnie dwa rozdziały rękopisu, pierwszy i dziesiąty, według Claremont Profile Method (metoda wielokrotnych wariantów). Uzyskany przezeń profil tekstualny wskazuje, że rękopis reprezentuje tekst aleksandryjski w Łk 10, natomiast w Łk 1 przekazuje tekst mieszany. Tekst jest bliski dla kodeksu Regius . Pocock oceniał, że kodeks zawiera około 300 różnic względem Textus receptus, nie licząc błędów itacyzmu. Tekst posiada nieco korekt naniesionych przez późniejszego korektora . 
W Ewangelii Łukasza 4,17 przekazuje wariant καὶ ἀνοίξας τὸ βιβλίον (i otworzył księgę), wariant wspierany jest przez rękopisy A, B, L, W, 33, 892, 1195, 1241, ℓ 547, syrs, h, pal, copsa, bo. Pozostałe rękopisy mają wariant καὶ ἀναπτύξας τὸ βιβλίον (i rozwinął księgę). 
W Łukasza 9,10 przekazuje wariant εις πολιν καλουμενην Βηθσαιδα (do miasta zwanego Betsaida), zgodnie z innymi aleksandryjskimi rękopisami (B, L, 33), ale na marginesie posiada bizantyjski wariant εις τοπον ερημον πολεως καλουμενην Βηδσαιδα (do miejsca pustynnego, miasta zwanego Bedsaida). 
Brak tekstu Łukasza 9,55b-56a καὶ εἶπεν, Οὑκ οἴδατε οἵου πνεύματος ἑστε ὐμεῖς; ὀ γὰρ υἰὸς τοῦ ἁνθρώπου οὑκ ἦλθεν ψυχὰς ἁνθρώπων ἁπολέσαι ἁλλὰ σῶσαι (i powiedział: „Nie wiecie jakiego ducha jesteście; Albowiem Syn Człowieczy nie przyszedł zatracać dusze ludzkie, ale zbawiać”). Tekstu tego nie zawierają również: Sinaiticus, Vaticanus, C, Θ, L, 33, 700, 892, 1241, syr, copbo. 

## Historia kodeksu

### Datowanie

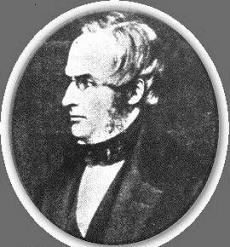
Tekst palimpsestu odczytał Tregelles

Tregelles datował kodeks na VIII wiek. Tregelles był świadom, że kształt liter na ogół jest charakterystyczny dla VI wieku, jednak tekst komentarza zdradza wiele późniejszych cech, jak np. kształt liter ΕΘΟΣ, okrągłe, wysokie i wąskie, które jego zdaniem mogły powstać tylko w VIII wieku oraz ze względu na obecność komentarza, datował rękopis na VIII wiek. Datę tę podtrzymał C.R. Gregory. Nicholas Pocock wskazał, że z paleograficznego punktu widzenia rękopis nie mógł powstać wcześniej niż w VI wieku ani później niż w VIII wieku, a Tregelles nie przyczynił się do rozwiązania problemu datacji.
William Hatch w 1937 roku w oparciu o paleograficzne argumenty dowodził, że kodeks należy datować na VI wiek. Jednym z jego argumentów jest brak przydechów i akcentów. Również fakt, że tekst komentarza pisany jest uncjałą uznał za argument przemawiający za wcześniejszym datowaniem rękopisu. Tekst komentarza pisany jest uncjałą innego typu, ale nie mamy żadnego innego rękopisu, w którym zarówno tekst biblijny jak i komentarz pisane są uncjałą, i nie wiemy czy zabieg ten nie był częściej stosowany. Datację tę przyjął Aland w latach 80. XX wieku i jest odtąd akceptowana przez większość uczonych . 
David C. Parker w 2004 roku argumentował na rzecz późniejszego datowania kodeksu, ponieważ mało jest kwadratowych kształtów i niewiele jest cech charakterystycznych dla wieku VI. Niektóre z cech stylu są charakterystyczne dla wieku VIII – część liter uległa kompresji (mu, delta, epsilon), pozioma kreska nad literą Τ jest stosunkowo krótka, niesymetryczne Υ. Zachodzi też pewna nieregularność i zmienność stylu, dlatego najlepiej datować jest rękopis na wiek VII. Oficjalna data kodeksu, podawana przez INTF, to w dalszym ciągu wiek VI.

### Palimpsest

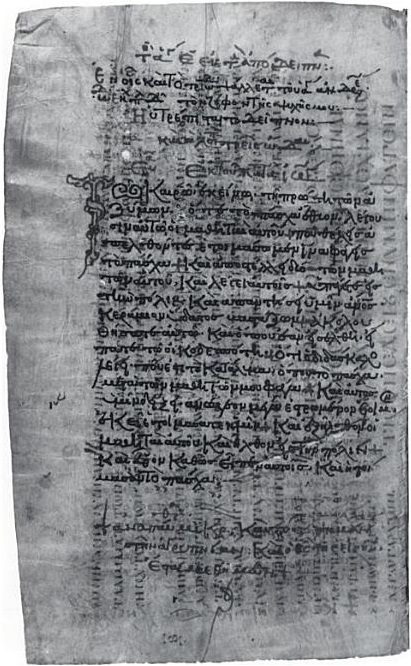
Dolny majuskułowy tekst pochodzi z VII wieku i zawiera Łk 3,7-8 wraz z komentarzem; górny minuskułowy tekst pochodzi z XIII wieku, zawiera Mt 26,39-51, tekst czytany podczas wielkiego czwartku

W wieku XIII jego tekst został starty i naniesiony nowy minuskułowy tekst, jest nim minuskułowy lekcjonarz – ℓ 299. Po Kodeksie Efrema jest to najbardziej znany palimpsest biblijny. Karty zostały zgięte wpół i uzyskały format 29 na 18 cm. Pisany jest na 176 kartach, jedna z kart jest na papierze (nie jest palimpsestem). Zawiera lekcje z czterech Ewangelii, przeznaczone do czytań liturgicznych na każdy dzień tygodnia. Tekst lekcjonarza pisany jest jedną kolumną na stronę, 33-36 linijek w kolumnie. Stosuje zdobione inicjały. Tekst lekcjonarza również nie jest pełny. Tekst lekcjonarza Scrivener umieścił pod numerem 200 na liście ewangeliarzy NT, natomiast Gregory pod numerem 299. 
Gregory dał mu numer 299. Tekst lekcjonarza jest cytowany w niektórych krytycznych wydaniach greckiego Nowego Testamentu (UBS3). UBS3 cytuje go w Mt 10,4; 11,17; 12,47; 13,13; 14,22; 18,10; 22,30; 26,27; 28,9; Mk 1,27; 2,10.26; 4,16.20; 6,2.2.3.33. UBS4 nie cytuje go.

### Odkrycie, wydania tekstu, miejsce przechowywania
Kodeks został przywieziony z wyspy Zakintos przez generała Colina Macaulay w roku 1821. Przechowywany był odtąd w bibliotece Brytyjskiego i Zagranicznego Towarzystwo Biblijnego (Ms. 24) w Londynie. Kodeks oglądali tacy bibliści jak Scholz w 1845 oraz Paul de Lagarde w 1853 roku. Tregelles odczytał tekst palimpsestu i wydał go w 1861 roku . Tregelles wykorzystał czcionkę, przygotowaną wcześniej specjalnie dla Kodeksu Aleksandryjskiego, będącą w posiadaniu British Museum. Czcionka ta tylko w przybliżeniu odpowiada kształtom liter kodeksu, również wielkość liter jest znacznie mniejsza. Obniża to walory wydania. Tylko jedna strona kodeksu wydana została typograficznie. Tekstu komentarza nie zdołał w pełni odczytać i wyraził przypuszczenie, że będzie to możliwe dopiero po chemicznej obróbce rękopisu. Nie odczytał również tekstu lekcjonarza ze względu na jego niewielką wartość dla badań nad tekstem Nowego Testamentu.
Zarówno przed Tregellesem, jak i po nim wielu uczonych oglądało rękopis, ale tak jak nikt nie próbował odczytać palimpsestu przed nim, tak też i po nim długo nikt nie poprawiał odczytu Tregellesa. W 1881 roku Nicholas Pocock wskazał jedynie na niektóre błędy wydania Tregellesa, William Hatch uznał odczyt Tregellesa za satysfakcjonujący. W roku 1957 J. Harold Greenlee wskazał na niektóre błędy w odczycie Tregellesa i dokonał ich korekt, przyznając przy tym, że odczyt Tregellesa jest zasadniczo słuszny. W 1959 roku Greenlee wydał również tekst komentarza. Niewykluczone, że palimpsest potrzebuje ponownego odczytu z zastosowaniem nowoczesnej technologii .
W 1985 roku BFBS przeniosło swoją siedzibę z Londynu do Swindon i kodeks wraz z innymi rękopisami został przekazany dla Cambridge University Library, gdzie jest skatalogowany pod numerem BFBS 213.
Kodeks był cytowany w ósmym wydaniu Tischendorfa (Editio octava critica maior) 564 razy. Kodeks cytowany jest we współczesnych krytycznych wydaniach greckiego tekstu Nowego Testamentu (NA26, NA27, UBS3, UBS4). W NA27 cytowany jest jako świadek pierwszego rzędu.